# ييغور فاسيلييف
ييغور فاسيلييف (بالروسية: Егор Юрьевич Васильев)‏ هو لاعب كرة قدم روسي في مركز الوسط، ولد في 23 يوليو 1996. لعب مع FC Domodedovo Moscow ‏.